# Great Wyrley
Great Wyrley is een civil parish in het bestuurlijke gebied South Staffordshire, in het Engelse graafschap Staffordshire met 11.236 inwoners.